# テテパレ島

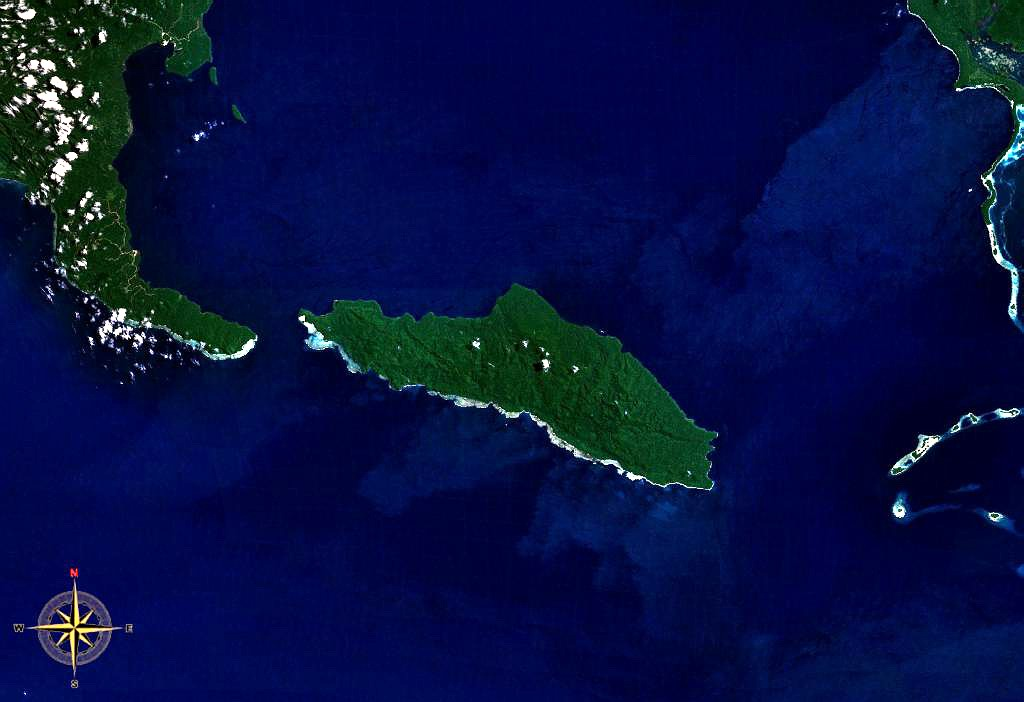
宇宙から見たテテパレ島。西側に見えるのはレンドバ島。

テテパレ島（テテパレとう、Tetepare Island）は、南太平洋のニュージョージア諸島南部に位置する無人島である。

## 概要
ソロモン諸島の西部州に属している。西北西から南南東へ伸びた形状をしており、面積はおよそ120km2。
植生としては低地熱帯雨林に覆われており、沿岸環境も豊かである。
西にレンドバ島があり、南はソロモン海に面している。
テテパレ島は、保護の重要性と考古学的な価値を認められている。島には、絶滅の危機に瀕しているオサガメを含む3種類のカメが確認されている。
座標: 南緯8度43分00秒 東経157度33分00秒 / 南緯8.71667度 東経157.55000度